# Шевырёва, Валентина Сергеевна
Валентина Сергеевна Шевырёва (2 февраля 1901, Ростов-на-Дону, область Войска Донского — 12 января 1973, Тула) — советская актриса, заслуженная артистка РСФСР (1953).

## Биография
Родилась 2 февраля 1901 года в Ростове-на-Дону. Её отец торговал сельскохозяйственной продукцией, а мать была домохозяйкой. Будущая актриса училась сначала в гимназии, потом в коммерческом училище, после чего поступила на юридический факультет Ростовского университета. С началом Октябрьской революции пересмотрела планы на жизни, бросила университет и поступила в Ростовскую консерваторию, где был класс драмы. Параллельно стала заниматься в школе пластики.
В начале своей артистической карьеры Шевырёва работала в театрах эстрады Ростова-на-Дону, Ленинграда, Днепропетровска, Харькова, Севастополя, Сталинграда. В 1932 году была принята в труппу Тульского академического театра драмы, где последующие годы в основном появлялась в комедийных ролях. В годы Великой Отечественной войны актриса жила в эвакуации в Ташкенте, а оттуда вернулась на постоянную работу в Тулу.
После войны немалую роль в переменах амплуа и имиджа сыграл режиссёр Борис Гловацкий. Одной из первых таких ролей Шевырёвой стала главная героиня в пьесе Максима Горького «Васса Железнова». Помимо этого у неё были яркие драматические роли в спектаклях «Без вины виноватые», «Волки и овцы», «Ромео и Джульетта», «Годы странствий», «Мораль пани Дульской». Многие годы Шевырёва была председателем Тульского отделения Всероссийского театрального общества. На сцене Тульского драмтеатра она проработала до самой смерти в 1973 году.
В 1995 году ПАО «Туламашзавод» учредил и ежегодно в конце театрального сезона вручает премию имени Валентины Шевыревой. Её удостаиваются актрисы, сумевшие удивить и потрясти зрителей своей игрой. Первой в 1995 году её удостоилась актриса Тульского академического театра драмы Ольга Красикова. А в последующие годы — Софья Сотничевская, Евгения Пчёлкина, Татьяна Савиных, Наталья Савченко, Мария Попова, Наталья Дружинина, Рима Асфандиярова, Любовь Спирихина, Елена Попенко, Инна Медведева, Юлия Дагаева, Наталья Забарова и Ирина Федотова.
В 2005 году в доме по адресу проспект Ленина, 105, где с 1959 по 1973 год жила актриса, установлена мемориальная доска.